# Google Insights for Search
Bei Google Insights for Search (kurz auch: „Google Insights“) war ein ab August 2008 von Google kostenfrei bereitgestellter Onlinedienst, der als Erweiterung von Google Trends angesehen wurde. Mit Hilfe von Google Insights ließen sich Verläufe im Suchvolumen und die geografische Herkunft beliebiger Suchanfragen beginnend mit dem Jahr 2004 ermitteln und analysieren.
Der Dienst wurde am 27. September 2012 in Google Trends eingefügt und als eigenständiger Service eingestellt.

## Erstellung von Prognosen
Insgesamt schien das Vertrauen in die Aussagekraft der vom System gelieferten Daten noch relativ gering. In der Praxis konnte Google Insights jedoch recht erfolgreich für folgende Prognosen eingesetzt werden:
- Aktuelle Daten zur Ausbreitung v. a. kontagiöser Erkrankungen, z. B. der Virusgrippe,[2][3] aber auch Daten zu nicht-infektiösen Erkrankungen oder Störungsbildern, wie z. B. zu geographischen Unterschieden der Schlaganfallprävalenz,[4] zu saisonalen und geographischen Unterschieden der Nierensteininzidenz[5] oder Suizidverhalten[6][7]
- Prognose zur Bundestagswahl 2009[8]
- Vorhersage des Gewinners beim Eurovision Song Contest[9]

## Vektoren und Kreuzvergleiche
Durch die Analyse der Suchanfrage im Kontext mit geografischen und zeitlichen Parametern können sich sogenannte Vektoren ergeben, die den Lebens- und Interessensraum der Suchenden zumindest in Teilen abbilden. Darüber hinaus ist es in vielen Fällen möglich, separate Suchanfragen in einen gemeinsamen Kontext zu setzen, um so noch differenziertere Vektoren zu erhalten. So lassen sich interessante Hinweise für das Marketing eines Unternehmens gewinnen.
Insbesondere durch Kreuzvergleiche lassen sich anhand paralleler Suchvolumina aufschlussreiche Zusammenhänge und gemeinsame Motivatoren ermitteln, die gewinnbringend als Prognose, aber auch retrospektiv in Forschung und Marketing eingebracht werden können.